# Subsaltusaphis primoriensis
Subsaltusaphis primoriensis är en insektsart som beskrevs av Quednau och Shaposhnikov 1988. Subsaltusaphis primoriensis ingår i släktet Subsaltusaphis och familjen långrörsbladlöss. Inga underarter finns listade i Catalogue of Life.